# Furia: Eroi anonimi
Furia: Eroi anonimi (în engleză Fury) este un film de război american regizat de David Ayer. În rolurile principale joacă Brad Pitt, Shia LaBeouf, Logan Lerman, Michael Peña și Jon Bernthal.

## Distribuție
- Brad Pitt
- Shia LaBeouf
- Logan Lerman
- Michael Peña
- Jon Bernthal
- Jason Isaacs
- Brad Henke
- Jim Parrack
- Xavier Samuel
- Scott Eastwood
- Kevin Vance
- Anamaria Marinca: Irma
- Alicia von Rittberg: Emma